# Flota Mercante del Estado
La Flota Mercante del Estado fue un organismo público de Argentina que prestó servicios de transporte marítimo desde su creación en 1941 hasta su desaparición en 1960 con la creación de ELMA.

## Historia
Fue creada en 1941 por decreto n.º 103 316 del 16 de octubre de 1941 del vicepresidente, en ejercicio del Poder Ejecutivo, Ramón S. Castillo. Al crearse la Flota Mercante del Estado era un organismo perteneciente al Ministerio de Marina.
La flota fue conformada por dieciséis buques de origen italiano que se encontraban en los puertos argentinos. Posteriormente adquirió en Europa diversos buques de nueva construcción.
En 1952 constituyó la Empresa Nacional de Transportes (ENT), en el ámbito del Ministerio de Transportes, junto a las administraciones generales de Transporte Fluvial, de la Flota Argentina de Navegación Fluvial y de la Flota Argentina de Navegación de Ultramar; así como otros entes públicos de transporte terrestre y aéreo. La ENT perduró hasta 1956 bajo la administración de la dictadura autodenominada «Revolución Libertadora».
En 1958 el Poder Ejecutivo decidió que Flota Mercante del Estado constituya una empresa del estado (dejando de ser una administración general), en los términos de la Ley de Empresas del Estado.
Durante el gobierno de Arturo Frondizi se creó por ley la Empresa Líneas Marítimas Argentinas (ELMA), constituyendo a la misma con la Flota Mercante del Estado y la Flota Argentina de Navegación de Ultramar.